# Heliconia acuminata
Heliconia acuminata Rich. es una especie de plantas de la familia Heliconiaceae. Es nativa de Sudamérica, señalada para Brasil y Venezuela.

## Descripción
Es una planta herbácea que alcanza los  1.6 m  de altura. Hojas:5; el pecíolo alcanza hasta 35 cm de largo; la lámina de 23-31 cm de largo x 6,2-8,5 cm de ancho, es de forma ovado-elíptica, con la base cuneada y el ápice acuminado. La inflorescencia es erecta, alcanza hasta 90 cm de largo; el pedúnculo alcanza 40 cm de largo, es anaranjado a café y moteado de vinotinto; el raquis es ligeramente flexuoso de color anaranjado y glabro; lleva de 3-5 espatas en disposición dística formando un ángulo de 60-120 grados respecto al eje central; la espata basal mide hasta 14,5 cm de largo, las medialeshasta 10 cm de largo y la apical hasta 8,5 cm de largo, son poco profundas, hasta 1,3 cm de ancho y son anaranjadas, persistentes, gruesas y glabras; su borde superior tiende a necrosarse. Las bractéolas tienen de 2,5 -3,2 cm de largo, son quilladas, blanquecinas, membranosas y delgadas. Los pedicelos alcanzan hasta 1,4 cm de largo en fruto, son anaranjado pálido y glabros. El ovario alcanza hasta 1 cm de largo x 0,5 cm de ancho, es anaranjado oscuro y glabro. El perianto alcanza hasta 4,8 cm de largo, es casi recto con los bordes muy angulosos  de color anaranjado, carnoso y con una cúspide triangular prominente. El fruto es morado y glabro.

## Distribución y hábitat
De distribución discontinua en Suramérica, Brasil, Venezuela, Colombia. Presenta un rango alto de variación de color. En la región de Araracuara sólo se encuentra la forma que posee inflorescencia completamente anaranjada; esta forma coincide con la subespecie inmaculata descrita por L. Anderson (1985), registrada hasta ese año para una pequeña ártea del río Madre de Dios, en el sureste de Perú. Crece en el plano sedimentario terciario y nunca en el plano aluvial..,

## Variedades
- Heliconia acuminata subsp. occidentalis L.Andersson

## Taxonomía
Heliconia acuminata fue descrito por  Achille Richard y publicado en Mantissa Plantarum 2: 147, 211. 1771.
Etimología
Heliconia: nombre genérico que hace referencia a la montaña griega Helicón, lugar sagrado donde se reunían las Musas.
acuminata epíteto latíno que significa "acuminada".
Sinonimia
- Bihai acuminata (A.Rich.) Kuntze